# Anna Félix
Anna Félix, née à Bourg-en-Bresse et morte le 6 janvier 1863 à Lyon, est une artiste française, élève d'Elisa Blondel.

## Œuvres
- Peintures et pastels :
  - Étude de tête d'homme, présentée au Salon de peinture et de sculpture à Paris en 1846.
  - Le Colporteur, exposition de la Société des arts de Lyon, 1856.
  - La jeune paysanne au repos, exposition de la Société des arts de Lyon, 1856.
  - La Visite de la Vierge à sainte Elisabeth, église de la communauté Saint-Joseph de Bourg-en-Bresse (en 1863).